# Hymn Walii
Hymnem Walii jest pieśń Hen Wlad Fy Nhadau. 
Pieśń powstała w styczniu 1856 roku w Pontypridd. Słowa napisał walijski poeta Evan James, muzykę skomponował jego syn James James. Utwór bardzo szybko stał się popularną pieśnią patriotyczną. 
| Hen Wlad Fy Nhadau Mae hen wlad fy nhadau yn annwyl i mi, Gwlad beirdd a chantorion, enwogion o fri; Ei gwrol ryfelwyr, gwladgarwyr tra mad, Tros ryddid collasant eu gwaed. Gwlad, gwlad, pleidiol wyf i'm gwlad. Tra môr yn fur i'r bur hoff bau, O bydded i'r hen iaith barhau. Hen Gymru fynyddig, paradwys y bardd, Pob dyffryn, pob clogwyn i'm golwg sydd hardd; Trwy deimlad gwladgarol, mor swynol yw si Ei nentydd, afonydd, i mi. Os treisiodd y gelyn fy ngwlad tan ei droed, Mae hen iaith y Cymry mor fyw ag erioed. Ni luddiwyd yr awen gan erchyll law brad, Na thelyn berseiniol fy ngwlad. | Pradawny kraj moich pradziadów Drogi mi jest prastary kraj ojców, Ziemia poetów i śpiewaków, ludzi sławnych; Jej dzielni wojownicy, bardzo dumni patrioci, Za wolność przelali swą krew. Narodzie, Narodzie, Tobie jestem wierny. Póki morze, jak mur, broni przeczysty, ukochany kraj, Niech trwa stary język. Stara, górzysta Walio, raju bardów, Każda dolina, każde urwisko jest dla mnie piękne. Z dumą narodową, czarujący dla mnie jest Szmer Twych potoków i rzek. Nawet, jeśli wróg zdepcze moją ziemię, Stary język Walijczyków będzie tak żywy, jak zawsze. Ukryta ręka zdrady nie zagraża muzie, Ani dźwięcznej harfie mojego kraju. |